# Indian WT
Indian WT est une classe de locomotive-tenders lourdes utilisée sur l'écartement indien en Inde à partir de 1960. 30 locomotives de la classe Indian WT ont été produites par Chittaranjan Locomotive Works (en) à Chittaranjan (en) dans le district de Bardhaman au Bengale-Occidental en Inde. Elles ont été exploitées par Indian Railways,.

## Annexe